# 環球戰略
環球戰略集團有限公司，簡稱環球戰略集團，以及環球戰略（英語：Global Strategic Group Limited，港交所：8007），前身數碼香港（英語：DIGITALHONGKONG.COM，港交所：8007），當時由冠軍科技在2000年安排成立。於2016年1月,該公司市值大約為12億元。
董事會主席為魏月童。現時經營提供在線商貿外包服務、作策略性定位，綜合在線及離線、投資於科技項目，此外還經營生命科學及與康健護理相關之項目作出投資。
在2000年4月17日，於香港交易所創業板介紹形式上市，業務以香港為主、其次是澳門。當時總部位於香港柴灣寧富街3號看通中心3樓，而現時總部位於香港干諾道中168-200號信德中心西座21樓2105室。

## 外部連結
- 數碼香港 DIGITALHONGKONG.COM （页面存档备份，存于）
- globalstrategicgroup.com.hk/ （页面存档备份，存于）